# Pontus Andersson Garpvall
Lars Pontus Andersson Garpvall, född Andersson den 2 september 1992 i Kvistofta församling, Malmöhus län, är en svensk sverigedemokratisk politiker och riksdagsledamot. Han var mellan oktober 2015 och november 2018 andre vice förbundsordförande för Ungsvenskarna (SDU).

## Biografi
Pontus Andersson Garpvall är uppväxt i Rydebäck utanför Helsingborg. I början av 2014 uppmärksammades det att han under sin tid som student på Malmö Högskola fått sparken från sin lärarpraktik på grund av sitt engagemang för Sverigedemokraterna. Han var mellan februari 2014 och september 2015 distriktsordförande för SDU Skåne och var från 2014 till 2023 ledamot i Helsingborgs kommunfullmäktige. Från valet 2018 arbetade han som politisk sekreterare för Sverigedemokraterna i Helsingborg, men blev efter Ebba Hermanssons avhopp från riksdagen i december 2021 ordinarie riksdagsledamot.
Den 4 april 2014 greps två män för att ha ofredat Andersson Garpvall i samband med ett skolbesök i Lund. De dömdes sedan, den 12 november 2015, till dagsböter på 2500 kronor vardera samt att betala ett skadestånd till Andersson på 5000 kronor för kränkning.
Efter att under våren 2015 i flera intervjuer uttryckt sig starkt kritiskt till SDU:s ordförandeduo Gustav Kasselstrand och William Hahne valde han att tillsammans med Tobias Andersson och Dennis Dioukarev utmana Jessica Ohlson om ordförandeposten i SDU. Trion förordade ökat samarbete med Sverigedemokraterna och menade att nuvarande ledning har misslyckats med detta. Efter att ha förlorat ordförandestriden på SDU:s kongress presenterades den 1 oktober 2015 Sverigedemokraternas nya ungdomsförbund Ungsvenskarna (SDU) där Andersson Garpvall var andre vice förbundsordförande, ett uppdrag han hade till Ungsvenskarnas kongress i november 2018. 
I februari 2017 fick Andersson Garpvall stor uppmärksamhet efter ett uttalande i BBC om att polisen borde ta hjälp av militären vid upplopp i förorten. Drygt ett år efter uttalandet öppnade statsminister Stefan Löfven för liknande åtgärder.

### Riksdagsledamot
I riksdagsvalet 2022 fick Pontus Andersson Garpvall ett mandat tillhörande Västerbotten, trots att han aldrig besökt länet. Under hela sin tid som riksdagsledamot har han representerat Sverigedemokraterna i justitieutskottet, först som ersättare men efter valet 2022 som ledamot. Där har han drivit frågor som strängare straff, fler verktyg för polisen och insatser mot svenskfientlighet.

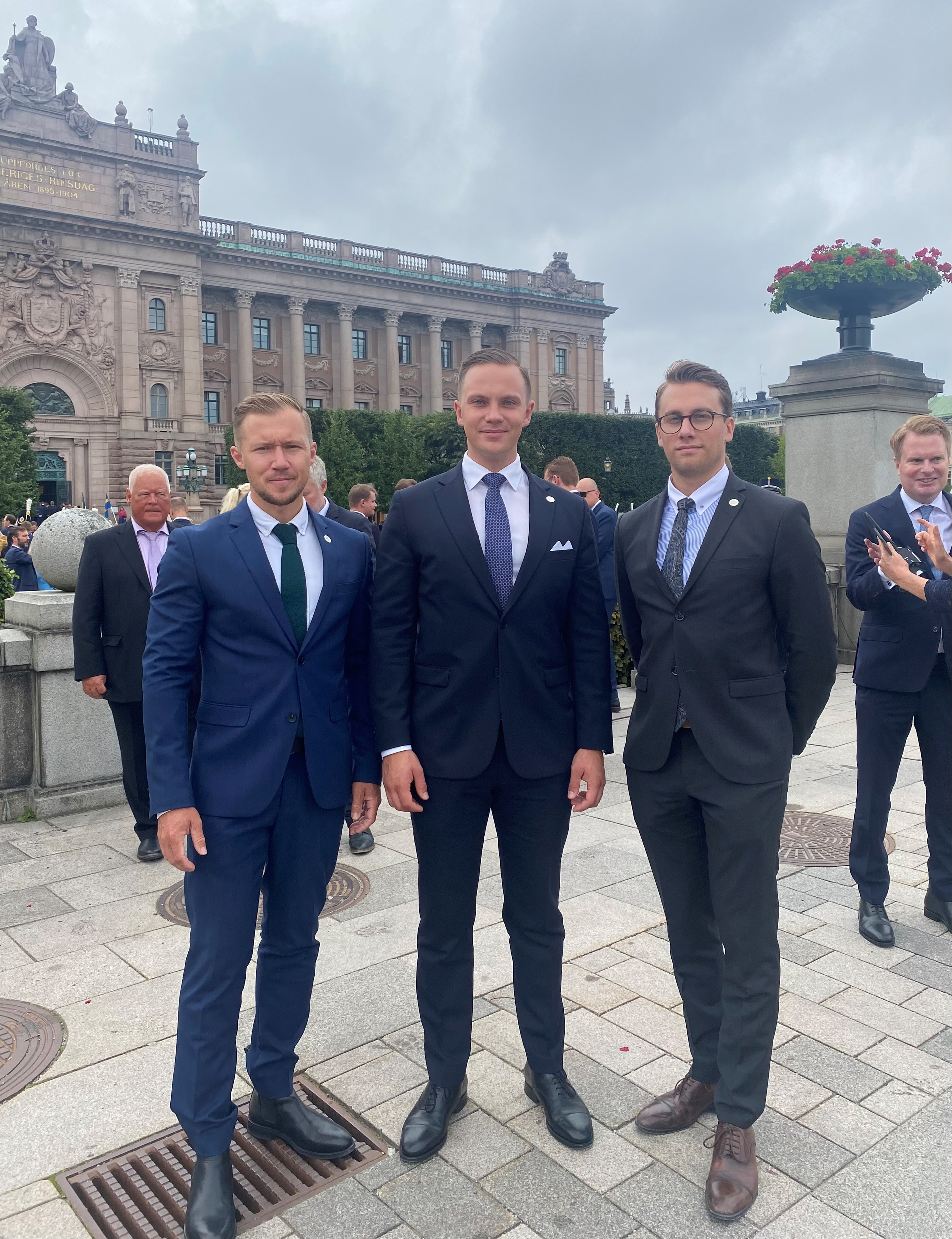
Pontus Andersson Garpvall, Tobias Andersson och Dennis Dioukarev på Riksmötets öppnande 2023.

I juni 2023 rapporterade Dagens Nyheter om Andersson Garpvalls relation till webbplatsen Dumpen vilken bland annat resulterat i en interpellation till justitieminister Gunnar Strömmer om möjligheten för brottsbekämpande myndigheter att använda sig av provokativa åtgärder.